# Psihofizică
Psihofizica este o ramură a psihologiei care încearcă să înțeleagă interacțiunea dintre minte și lumea fizică (sau dintre stimul și senzație). 